# Splatoon 2
Splatoon 2 (スプラトゥーン2?, Supuratūn Tsū) è un videogioco del 2017 sviluppato da Nintendo EPD e pubblicato da Nintendo per Nintendo Switch. Sparatutto in terza persona, è il seguito di Splatoon, videogioco del 2015 per Wii U.

## Trama
Splatoon 2 è ambientato circa due anni dopo l'ultimo Splatfest di Splatoon, dove il team che supportava l'idol Marina ha sconfitto quello di sua cugina Stella. Marina, preoccupata che Stella sia stata influenzata dai risultati, decide di ritornare a Coloropoli, scoprendo che sia lei che il Grande Pescescossa sono scomparsi. Marina, sotto le vesti di Numero 2 della Nuova Divisione Branchia, arruola quindi il giocatore "Numero 4" per investigare sui due casi.
Grazie l'aiuto di Marina e dell'esperto di armi Armand, Numero 4 esplora la Valle Polpo, combattendo contro Octoriani e recuperando diversi Pesciscossa rubati. Il trio scopre che Stella si trova assieme al leader degli Octariani, DJ Octavius, dopo che quest'ultimo è fuggito dalla prigionia del primo gioco e le ha fatto il lavaggio del cervello. Numero 4 sfida entrambi, riuscendo a salvare Stella e il Gran Pescescossa, che viene riportato a Coloropoli. La modalità storia finisce con il riconcilio delle Sea Sirens, che riprendono a fare musica, e la cattura di DJ Octavius.

## Modalità di gioco
La modalità di gioco riprende quella del prequel: uno sparatutto in terza persona il cui obiettivo è quello di inchiostrare più porzioni della mappa possibile. Il giocatore controlla gli Inkling, una specie di calamari antropomorfi che può mutare da una forma umanoide a una mollusca.
Rispetto al capitolo precedente il gioco introduce nuove tipologie di armi come le "Duplo", una doppia arma che spara inchiostro velocemente e permette di fare capriole per schivare l'attacco avversario. Nelle partite pro viene introdotta una nuova modalità chiamata "Vongol gol" il cui obiettivo è quello di fare "gol" nella rete avversaria, per fare ciò è necessario raccogliere vongole sparse nel campo. Una volta raccolte dieci, le vongole si uniscono in un pallone da rugby che permette di sfondare la barriera della rete avversaria e lanciare altre vongole per fare punti.
È stata aggiunta una nuova modalità multigiocatore denominata "Salmon Run". Questa modalità cooperativa unisce quattro giocatori contro diverse ondate di nemici comuni chiamati Salmonoidi. L'obiettivo è quello di sconfiggere dei boss, chiamati Gran Salmonoidi, per raccogliere le loro uova dorate e inserirle in un cesto.
Nella modalità a giocatore singolo è stata introdotta la possibilità di rigiocare i livelli con diverse armi.

## Colonna sonora
La colonna sonora è stata distribuita in Giappone in due dischi il 29 novembre 2017 sotto il nome di "Splatoon 2 ORIGINAL SOUNDTRACK - Splatune 2". La raccolta comprende 82 tracce totali divise tra musiche ed effetti sonori, vari cover art, testi di canzoni e interviste con la band fittizia "Wet Floor" e Nori. Splatune 2 è stato il secondo album più venduto in Giappone durante la settimana di lancio, con 18007 copie vendute.
Disco 1
1. Wet Floor – Opening – 0:21 (musica: Toru Minegishi)
2. Wet Floor – Inkoming! – 2:48 (musica: Toru Minegishi)
3. Wet Floor – Rip Entry – 2:25 (musica: Toru Minegishi)
4. Wet Floor – Undertow – 2:56 (musica: Toru Minegishi)
5. Wet Floor – Don't Slip – 3:06 (musica: Toru Minegishi)
6. Wet Floor – Endolphin Surge – 4:27 (musica: Toru Minegishi)
7. Wet Floor – Now or Never! – 1:05 (musica: Toru Minegishi)
8. Wet Floor – Vittoria! - Jingle (バトル 勝ちジングル?, Battle – Kachi Jingle) – 0:05 (musica: Toru Minegishi)
9. Wet Floor – Turf Master – 1:13 (musica: Toru Minegishi)
10. Wet Floor – Sconfitta - Jingle (バトル 負けジングル?, Battle – Make Jingle) – 0:06 (musica: Toru Minegishi)
11. Wet Floor – Ink Another Day – 1:34 (musica: Toru Minegishi)
12. Bottom Feeders (From Bottom) – Shipwreckin' (Shipwreckin'～沈まばもろとも～?, Shipwreckin' ～Shizumaba Moro Tomo～) – 2:44 (musica: Ryo Nagamatsu)
13. Bottom Feeders (From Bottom) – Fins & Fiddles (Fins & Fiddles ～深海の喜劇～?, Fins & Fiddles ～Shinkai no Kigeki～) – 2:07 (musica: Ryo Nagamatsu)
14. Bottom Feeders (From Bottom) – Seafoam Shanty (Seafoam Shanty ～荒波ロデオ～?, Seafoam Shanty ～Aranami Rodeo～) – 3:23 (musica: Ryo Nagamatsu)
15. Ink Theory (カレントリップ?, Karento Rippu) – Broken Coral (可憐なタクティクス?, Karen'na Tactics) – 2:44 (musica: Ryo Nagamatsu)
16. Ink Theory (カレントリップ?, Karento Rippu) – Riptide Rupture (不意打ちのセオリー?, Fuiuchi no Theory) – 2:31 (musica: Ryo Nagamatsu)
17. Wet Floor – Inkoming! (Cloud Demo) – 2:16 (musica: Toru Minegishi)
18. Visitando Piazza Coloropoli (ハイカラスクエア 初回入場?, High-Color Square– Shokai Nyūjō) – 0:44 (musica: Toru Minegishi)
19. Piazza Coloropoli - Tutorial (ハイカラスクエア チュートリアル?, High-Color Square – Tutorial) – 1:53 (musica: Toru Minegishi)
20. Piazza Coloropoli (ハイカラスクエア?, High-Color Square) – 5:04 (musica: Toru Minegishi)
21. Without a Dop Doubt – 1:48 (musica: Toru Minegishi)
22. The Shoal (イカッチャ?, Ikatcha) – 1:39 (musica: Toru Minegishi)
23. Bob Dub (Cala Marley) – Dubble Bath (DIY Remix) (Ika Jamaica (DIY Remix)) – 1:46 (musica: Toru Minegishi)
24. DJ Real Sole – New You – 2:45 (musica: Ryo Nagamatsu)
25. Ursus & Co. (クマサン商会?, Kuma-san Shōkai) – Happy Little Workers (カガヤクンデス・マーチ?, Kagayakundesu March) – 1:53 (musica: Ryo Nagamatsu)
26. Ursus & Co. (クマサン商会?, Kuma-san Shōkai) – Salmon Run Opening (サーモンラン オープニング?, Sāmon Ran ōpuningu) – 0:14 (musica: Ryo Nagamatsu)
27. ω-3 – Surge & Submerge (膏肓?, Kōkō) – 3:09 (musica: Ryo Nagamatsu)
28. ω-3 – Deluge Dirge (囂々?, Gōgō) – 3:12 (musica: Ryo Nagamatsu)
29. ω-3 – Fishing Frenzy (竜穴?, Ryūketsu) – 2:49 (musica: Ryo Nagamatsu)
30. Ursus & Co. (クマサン商会?, Kuma-san Shōkai) – Salmon Run Jingle Successo (サーモンラン 成功ジングル?, Sāmon Ran Seikō Jinguru) – 0:11 (musica: Ryo Nagamatsu)
31. Ursus & Co. (クマサン商会?, Kuma-san Shōkai) – Salmon Run Jingle Fallimento (サーモンラン 失敗ジングル?, Sāmon Ran Shippai Jinguru) – 0:08 (musica: Ryo Nagamatsu)
32. Ursus & Co. (クマサン商会?, Kuma-san Shōkai) – Ever Further (キット・モット?, Kitto Motto) – 1:22 (musica: Ryo Nagamatsu)
33. Tenta Cool (テンタクルズ?, Tentakuruzu) – Notiziario di Coloropoli (ハイカラニュース?, High-Color News) – 1:25 (musica: Toru Minegishi, Shiho Fujii)
34. Tenta Cool (テンタクルズ?, Tentakuruzu) – Splatfest - Annuncio (フェス お題発表?, Fes – O Dai Happyō) – 0:08 (musica: Toru Minegishi)

Disco 2
1. Tenta Cool (テンタクルズ?, Tentakuruzu) – Color Pulse (ウルトラ・カラーパルス?, Ultra Color Pulse) – 3:28 (musica: Toru Minegishi)
2. Tenta Cool (テンタクルズ?, Tentakuruzu) – Splatfest - Inizio del match (フェスマッチ オープニング?, Fes Match – Opening) – 0:21 (musica: Toru Minegishi)
3. Tenta Cool (テンタクルズ?, Tentakuruzu) – Ebb & Flow (フルスロットル・テンタクル?, Full Throttle Tentacle) – 3:12 (musica: Toru Minegishi)
4. Tenta Cool (テンタクルズ?, Tentakuruzu) – Acid Hues (リップル・リフレイン?, Ripple Refrain) – 3:37 (musica: Toru Minegishi)
5. Tenta Cool (テンタクルズ?, Tentakuruzu) – Muck Warfare (レッド・ホット・エゴイスト?, Red Hot Egoist) – 3:37 (musica: Toru Minegishi)
6. Tenta Cool (テンタクルズ?, Tentakuruzu) – Now or Never! (イマ・ヌラネバー！?, Ima Nuraneba!) – 1:06 (musica: Toru Minegishi)
7. Tenta Cool (テンタクルズ?, Tentakuruzu) – Splatfest - Vittoria! Jingle (フェスマッチ 勝ちジングル?, Fes – Kachi Jingle) – 0:05 (musica: Toru Minegishi)
8. Tenta Cool (テンタクルズ?, Tentakuruzu) – Fest Zest (フェスティバル・ゼスト?, Festival Zest) – 2:04 (musica: Toru Minegishi)
9. Tenta Cool (テンタクルズ?, Tentakuruzu) – Splatfest - Sconfitta Jingle (フェスマッチ 勝ちジングル?, Fes – Kachi Jingle) – 0:07 (musica: Toru Minegishi)
10. Tenta Cool (テンタクルズ?, Tentakuruzu) – Party's Over (パーティーズ・オーバー?, Party's Over) – 1:50 (musica: Toru Minegishi)
11. Tenta Cool (テンタクルズ?, Tentakuruzu) – Splatfest - Risultati finali (フェス 最終結果発表?, Fes – Saishū Kekka Happyō) – 0:06 (musica: Toru Minegishi)
12. Reward Jingle (ゲットジングル?, Get Jingle) – 0:06 (musica: Toru Minegishi)
13. Low Tide (スミソアエの朝?, Sumisoae no Asa) – 1:45 (musica: Toru Minegishi, Shiho Fujii)
14. Turquoise October (OCTOTOOL) – Octo Canyon (タコツボキャニオン?, Takotsubo Canyon) – 3:32 (musica: Ryo Nagamatsu)
15. Turquoise October (OCTOTOOL) – Octo Eight-Step (Eighteen-Legged Concerto) – 3:07 (musica: Toru Minegishi)
16. Turquoise October (OCTOTOOL) – The Girl from Inkopolis (The Girl from High-Color) – 2:48 (musica: Toru Minegishi)
17. Turquoise October (OCTOTOOL) – Buoyant Boogie – 2:36 (musica: Toru Minegishi)
18. Turquoise October (OCTOTOOL) – Shooting Starfish – 2:48 (musica: Toru Minegishi)
19. Turquoise October (OCTOTOOL) – Tentacular Circus – 2:04 (musica: Toru Minegishi)
20. Turquoise October (OCTOTOOL) – Cephaloparade – 3:08 (musica: Toru Minegishi)
21. Turquoise October (OCTOTOOL) – Octoling Rendezvous (Tacozones Rendezvouz) – 1:56 (musica: Shiho Fujii)
22. Turquoise October (OCTOTOOL) – Entrata Boss (戦略タコツボ兵器 登場?, Senryaku Takotsubo Heiki Tōjō) – 0:21 (musica: Ryo Nagamatsu)
23. Turquoise October (OCTOTOOL) – Octarmaments – 4:04 (musica: Ryo Nagamatsu)
24. Turquoise October (OCTOTOOL) – Hero Mode – Onward! (ヒーローモード つづく！?, Hero Mode – Tsudzuku!) – 0:07 (musica: Toru Minegishi)
25. Turquoise October (OCTOTOOL) – Hero Mode – R.I.P. (ヒーローモード Miss!!?, Hero Mode – Miss!!) – 0:09 (musica: Toru Minegishi)
26. DJ Octavius (DJタコワサ将軍?, DJ Takowasa Shōgun) – Bomb Rush Blush (トキメキ☆ボムラッシュ?, Tokimeki☆Bomb Rush) (feat. Stella (アオリ?, Aori)) – 1:54 (musica: Ryo Nagamatsu, Shiho Fujii)
27. DJ Octavius (DJタコワサ将軍?, DJ Takowasa Shōgun) – Tidal Rush (ボムラッシュの夜?, Bomb Rush no Yoru) (feat. Stella e Marina (アオリとホタル?, Aori to Hotaru)) – 3:54 (musica: Ryo Nagamatsu, Shiho Fujii)
28. Sea Sirens (シオカラーズ?, Shiokarāzu) – Spicy Calamari Inkantation (濃口シオカラ節?, Koikuchi Shiokara-Bushi) – 4:17 (musica: Ryo Nagamatsu, Shiho Fujii)
29. Sea Sirens (シオカラーズ?, Shiokarāzu) – Fresh Start (あさってColor?, Asatte Color) – 4:05 (musica: Shiho Fujii)
30. SFX: Repolper duplo (SE: スプラマニューバー?, SE: Splat Manuver) – 0:09
31. SFX: Splatter a carica (SE: スプラチャージャー?, SE: Splat Charger) – 0:07
32. SFX: Sparasole (SE: パラシェルター?, SE: Parashelter) – 0:17
33. SFX: Robobomba (SE: ロボットボム?, SE: Robot Bomb) – 0:08
34. SFX: Lanciarazzi (SE: マルチミサイル?, SE: Multi-Mussile) – 0:09
35. SFX: Armatura d'inchiostro (SE: インクアーマー?, SE: Ink Armor) – 0:09
36. SFX: Baccalaser (SE: ハイパープレッサー?, SE: Hyper Presser) – 0:12
37. SFX: Jet splat (SE: ジェットパック?, SE: Jet Pack) – 0:13
38. SFX: Vernischianto (SE: スーパーチャクチ?, SE: Super Chakuchi) – 0:06
39. SFX: Cromosfera (SE: イカスフィア?, SE: Ika Sphere) – 0:12
40. SFX: Ragazzo Inkling - Con me! (SE: 声（ボーイ）カモン?, SE: Koe (Boy) Come On) – 0:04
41. SFX: Ragazzo Inkling - Felice (SE: 声（ボーイ）悦び?, SE: Koe (Boy) Yorokobi) – 0:04
42. SFX: Ragazza Inkling - Con me! (SE: 声（ガール）カモン?, SE: Koe (Girl) Come On) – 0:04
43. SFX: Ragazza Inkling - Felice (SE: 声（ガール）悦び?, SE: Koe (Girl) Yorokobi) – 0:04
44. SFX: Motto delle Tenta Cool (SE: 声（テンタクルズ）キメ台詞?, SE: Koe (Tentakuruzu) Kimezerifu) – 0:06
45. SFX: Torre mobile - Torre in movimento (SE: ガチヤグラが往く?, SE: Gachi Yagura Ga Iku) – 0:49
46. SFX: Deposito uova dorate (SE: 金イクラ奉納?, SE: Kin Ikura Hōnō) – 0:25
47. Ursus & Co. (クマサン商会?, Kuma-san Shōkai) – Get The Shining Future! (A Message from Grizzco Industries – Background Music) (Get The Shining Future!（クマサン商会 バイト募集ビデオBGM)?, Get The Shining Future! (Kuma-san Shōkai Baito Boshū Video BGM)) – 0:54 (musica: Ryo Nagamatsu)
48. Colonna sonora del trailer del gennaio 2017 (2017.1 PV SoundTrack) – 1:37 (musica: Toru Minegishi)

## Distribuzione
Nel primo trailer della console Nintendo Switch sono state mostrate alcune immagini di Splatoon. La stampa si è domandata se il gioco fosse un sequel o una conversione del titolo per Wii U, come accaduto per Mario Kart 8 Deluxe. Nel gennaio 2017 viene ufficialmente annunciato il seguito di Splatoon, previsto per l'estate dello stesso anno.
A marzo 2017 viene distribuita la demo multigiocatore di Splatoon 2 sul Nintendo eShop dal titolo Splatoon 2 Global Testfire. Prima dell'uscita del videogioco e dei relativi amiibo il 21 luglio 2017, è stato organizzato il primo festival utilizzando la demo. Similmente al primo capitolo, la demo era disponibile solo per determinati periodi di tempo, con sessioni aperte di circa sei ore in un fine settimana.
Insieme al videogioco, sono stati distribuiti in Giappone e in Europa Joy-Con verdi e rosa neon e un Nintendo Switch Pro Controller a tema Splatoon.

## Accoglienza
| Testata                               | Giudizio |
| ------------------------------------- | -------- |
| Metacritic (media al 21 ottobre 2024) | 83/100   |
| Destructoid                           | 8.5/10   |
| Electronic Gaming Monthly             | 9/10     |
| Famitsū                               | 37/40    |
| Game Informer                         | 8.25/10  |
| GameRevolution                        | 4/5      |
| GameSpot                              | 8/10     |
| GamesRadar+                           | 4/5      |
| IGN                                   | 8.3/10   |
| Nintendo Life                         | 10/10    |
| Nintendo World Report                 | 8.5/10   |

Splatoon 2 ha ricevuto critiche "generalmente favorevoli" su Metacritic. I critici sostengono che Splatoon 2 abbia ripreso ciò che era già buono del primo capitolo, aggiungendo anche nuove modalità per migliorarlo ancor più. Tuttavia è stato criticato l'algoritmo della scelta dei giocatori durante una partita online e la chat vocale, limitata solo all'app di Nintendo Switch Online.
Alex Olney di Nintendo Life elogia soprattutto le migliorie alla modalità a giocatore singolo rispetto il primo capitolo. Chris Carter di Destructoid e Brian Shea di Game Informer criticano invece la modalità multigiocatore, non potendo cambiare armi tra una partita all'altra (possibilità aggiunta poi in un aggiornamento), nessuno schermo diviso per giocare in due giocatori localmente e la modalità Salmon Run non disponibile continuamente, ma solo in alcuni momenti; tuttavia elogiano le nuove armi e la modalità di gioco generale. Andrew Webster di The Verge critica la mancanza di chat vocale e la scomparsa, rispetto a Splatoon, della mappa sempre visibile nella modalità multigiocatore, tuttavia lo considera ancora un miglioramento rispetto l'originale. Kallie Plagge di GameSpot descrive Splatoon 2 come una "boccata d'aria sullo sparatutto già originale di suo", ma anche lei è contraria all'utilizzo di un app esterna per la comunicazione vocale tra giocatori, rendendo il tutto più complicato.
Sia Brittany Vincent di GameRevolution che Samuel Horti di GamesRadar+ lodano lo stile colorato del gioco e i combattimenti multigiocatori. Brendan Graeber di IGN apprezza soprattutto la modalità "Salmon Run", dicendo che "crea dipendenza", e le grafiche migliorate rispetto a Splatoon. Mollie L Patterson di Electronic Gaming Monthly e Neal Ronaghan di Nintendo World Report definiscono entrambi il videogioco come "Splatoon 1.5", viste le poche aggiunte rispetto il capitolo precedente, che però elogiano.
Eurogamer lo ha inserito 17° nella sua lista "Top 50 giochi del 2017", mentre Polygon lo ha inserito 43° in una lista simile. The Verge lo ha nominato trai suoi 15 migliori giochi del 2017. Il gioco è stato nominato per "Miglior Videogioco della Switch del 2017" sia da Destructoid che da IGN, quest'ultimo l'ha nominato anche per "Miglior Sparatutto" e "Miglior Multigiocatore".

### Riconoscimenti
| Anno | Premio                            | Categoria                      | Risultato | Fonte  |
| ---- | --------------------------------- | ------------------------------ | --------- | ------ |
| 2017 | Golden Joystick Awards            | Miglior Gioco Multigiocatore   | Candidato | [ 38 ] |
| 2017 | Golden Joystick Awards            | Gioco dell'Anno Nintendo       | Candidato | [ 38 ] |
| 2017 | The Game Awards 2017              | Miglior Gioco per Famiglie     | Candidato | [ 39 ] |
| 2017 | The Game Awards 2017              | Miglior Multigiocatore         | Candidato | [ 39 ] |
| 2018 | NAVGTR Awards                     | Animazione, Aspetto tecnico    | Candidato | [ 40 ] |
| 2018 | NAVGTR Awards                     | Giochi, Franchise per Famiglie | Candidato | [ 40 ] |
| 2018 | SXSW Gaming Awards                | Eccellenza nel Multigiocatore  | Candidato | [ 41 ] |
| 2018 | 14th British Academy Games Awards | Multigiocatore                 | Candidato | [ 42 ] |
| 2018 | Famitsū Awards                    | Excellence Prize               | Vincitore | [ 43 ] |
| 2018 | CEDEC Awards                      | Game Design                    | Vincitore | [ 44 ] |

## Sequel
Nella Nintendo Direct del 17 febbraio 2021, Nintendo ha annunciato con un trailer Splatoon 3, che sarebbe stato distribuito per Nintendo Switch il 9 settembre 2022. Il trailer ha rivelato modalità di gioco molto simili a Splatoon 2, con l'aggiunta di nuovi oggetti, armi e un'ambientazione postapocalittica.